# Ipomoea versicolor
Fire Vine (Ipomoea versicolor) es una planta ornamental perteneciente a la familia de las convolvuláceas.

## Distribución geográfica
Es nativa de Brasil. Esta planta es citada en la Flora Brasiliensis por Carl Friedrich Philipp von Martius.

## Descripción
Es una enredadera herbácea perenne que alcanza los  5 m de longitud. Las hojas tienen de 6 a 15 cm de largo y ancho. Las inflorescencias de hasta 20 cm de largo. Con las flores se presentan en un racimo, siendo las flores de color rojo, y este último como decoloración de color blanco o amarillo pálido, por lo cual es conocido con el nombre popular de "bandera de España". Los pistilos son dos veces más largos que la corola.

## Cultivo
Son más fácil para crecer al año, si son sembradas a comienzos de primavera.  Las semillas se siembran directamente en macetas grandes, ya que desaprueba el trasplante.  Requiere buena luz y un suelo rico mantenido uniformemente húmedo. 

## Sinonimia
- Ipomoea lobata
- Mina lobata Cerv., 1824
- Quamoclit lobata (Cerv.) House, 1909